# Église Saint-Martin de La Bruère-sur-Loir
L'église Saint-Martin est une église située à La Bruère-sur-Loir, en France.

## Localisation
L'église est située dans le département français de la Sarthe, sur la commune de La Bruère-sur-Loir.

## Historique
La construction de l'église remonte à différentes époques : la nef de style roman a été construite au XIe siècle, le chœur et le transept datent du XVIe siècle (vers 1530-1560). L'église comporte également des vestiges de l'époque carolingienne sur le mur sud de la nef.

## Description

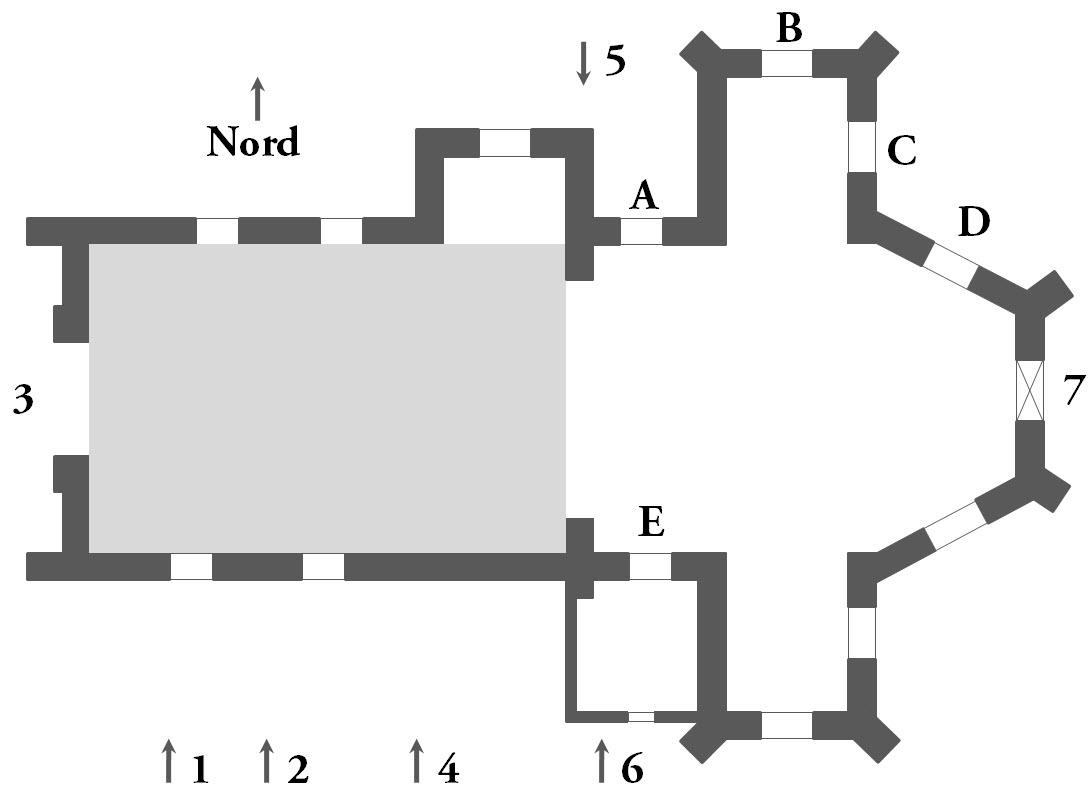
Plan de l'église

L'église Saint-Martin de La Bruère offre un contraste puisqu'elle comporte deux parties principales datées l’une du XIe siècle et l’autre du XVIe siècle.
Cependant, ce monument comporte encore des vestiges bien antérieurs au XIe siècle. En effet, sur le mur sud, à droite de la petite porte d’entrée latérale (no 1 du plan) figure dans un bon état de conservation la forme d’un antique portail, toujours visible malgré un blocage de maçonnerie ultérieur.
Le grand cintre qui le surmontait, avec son tympan formé d’un damier de losanges, également en pierres blanches (no 2 du plan), atteste une construction de l’époque carolingienne, datant du VIIIe ou IXe siècle.
Autour des années 830, des invasions de Bretons puis de Normands ravagèrent la vallée du Loir. Ce portail apparent et probablement des parties de murs de la nef cachées sous les enduits successifs, témoignent de l'église primitive qui fut alors en partie détruite.
L'édifice est classé au titre des monuments historiques le 11 décembre 1912.

### Église duXIesiècle
Le calme revenu — fin XIe – XIIe siècle —, on reconstruisit l'église dans le style du temps. Elle eut des proportions modestes : un grand rectangle avec reprise partielle des murs primitifs (figuré en gris sur le plan). L'entrée romane originelle au bas de cette nouvelle nef (no 3 du plan) n'a pas été conservée. En effet, en 1855, un porche de plein cintre, construit en pierre de Morier vint remplacer l'ouverture d’origine.
Par contre dans les murs sud et nord de la nef, on devine, assez hautes et quoique bouchées, les étroites fenêtres de cette époque (no 4 du plan). Les diverses ouvertures existantes actuellement dans la nef ont pour la plupart été réalisées ou remaniées au XIXe siècle.

### Église duXVIesiècle
Le chœur et le transept furent construits lors de la Renaissance entre 1530 et 1560.
L'ensemble a été construit, comme l'avait été l'église carolingienne, en pierre de tuffeau du pays, pierre tendre qui a été enduite d'un mortier à la chaux pour la protéger. Le sanctuaire à trois pans est renforcé par des contreforts pour supporter la poussée des voûtes assez élevées — bien plus que la nef romane d'où un contraste — et permettre de plus grandes fenêtres. L'arc qui sépare la nef ancienne romane du nouveau chœur a été renforcé par une pile avancée d'un mètre à l'intérieur.
Les voûtes du chœur et du transept sont dans un style de transition entre le plein cintre et l'ogival. Bâties en pierres de tuffeau rectangulaires jointées à la chaux, elles reposent sur un tissu serré d'arceaux.
La sacristie se trouvait auparavant du côté nord (no 5 du plan). Elle fut transférée en 1828 du côté sud (no 6 du plan). Les vestiges de l’ancienne sacristie restent visibles sur la façade nord.
Le chœur est très bien éclairé, des fenêtres relativement hautes ayant été pratiquées : deux dans l’avant-chœur, deux dans chaque transept et trois dans le sanctuaire. La fenêtre centrale du sanctuaire vers l’est (no 7 du plan) a été postérieurement obstruée pour y adosser le retable du maître-autel au XVIIe siècle.

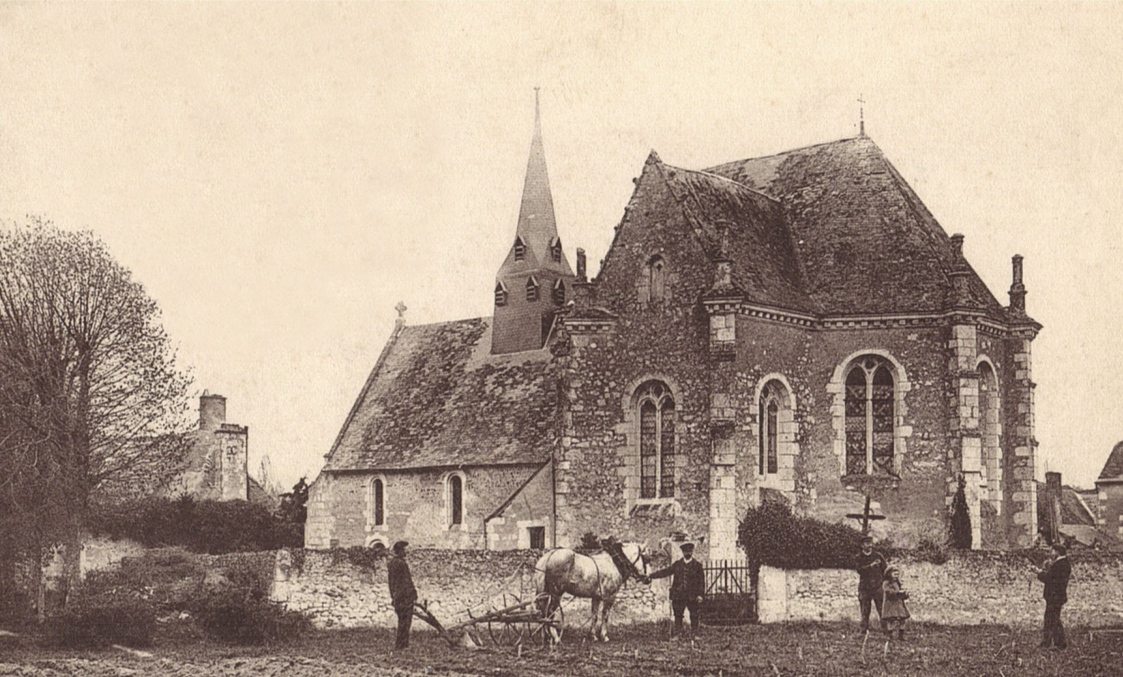
L'église en 1900.
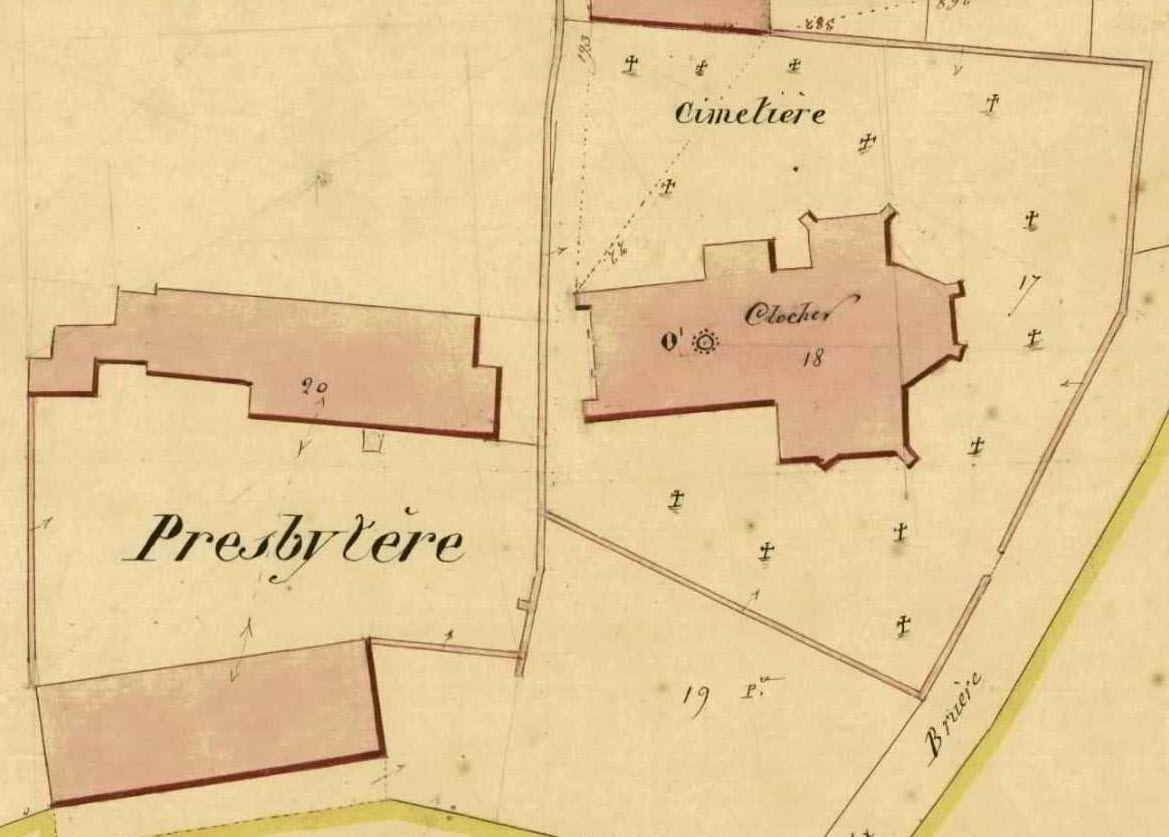
Plan cadastral (1846).
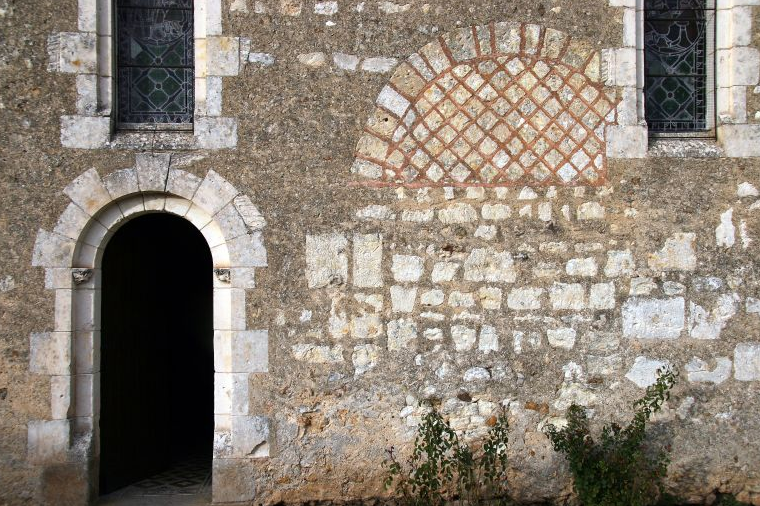
Damier de l'époque carolingienne.

### Vitraux
Les neuf fenêtres Renaissance furent garnies de vitraux peu de temps après leur construction (1575 d’après Legeay). Il semble que le programme iconographique initial ait été bouleversé à plusieurs reprises et même amputé puisque certaines fenêtres sont aujourd’hui garnies de verre blanc.
Au XXIe siècle, partant de la gauche vers la droite, on peut lire :
- dans la première fenêtre avant le transept nord : une Annonciation avec à côté une Visitation (A sur le plan),
- dans le transept nord, sur la moitié gauche de la fenêtre nord : l’adoration des bergers ou nativité ; l’autre moitié est vide (B sur le plan),
- dans la fenêtre est : Jésus au milieu des docteurs et l’entrée à Jérusalem (C sur le plan),
- dans le sanctuaire, seule la première fenêtre possède des vitraux ; ils y ont été vraisemblablement ramenés, et ceux du XVIe siècle n’occupent que la partie haute : à gauche l’agonie de Jésus au jardin des oliviers, à droite le baiser de Judas. Les vitraux de la partie basse ont été insérés au XIXe siècle dans les parties manquantes : saint Martin partageant son manteau et une veillée du chevalier (D sur le plan).
- les autres ouvertures du sanctuaire comme du transept sont dépourvues de vitraux. Seuls demeurent deux fragments : une vierge couronnée à l’enfant et dans un cercle une colombe blanche rayonnante sur un fond jaune,
- enfin, à droite dans l’avant-chœur la prédication de saint Jean-Baptiste (E sur le plan).

Le vitrail Le Baiser de Judas est classé à titre d'objet aux Monuments historiques depuis 1912.
Diverses armoiries figurent dans l’église. Les armes d'Averton, de gueules à trois jumelles d’argent, se retrouvent au-dessus de plusieurs vitraux, complètes ou en mi-partie avec d’autres armoiries, les d’Averton, seigneurs du Grand Perray aux XVe et XVIe siècles ayant participé financièrement à la reconstruction de l’église. Ceci semble d’autant plus probable que dans une pièce manuscrite citée par Legeay figure le texte suivant : « […] il y a des tombeaux dans les murs des deux côtés du chœur et les armes des anciens seigneurs du Grand Perray apposées sur les murs, voûtes et vitraux de la dite église […] ».
Les autres armoiries sont d’argent à deux sautoirs de gueules et de gueules à un lion d’argent. Toutefois, il ne s’agit peut-être pas des armes originales car les réparations successives ont pu modifier les émaux et métaux primitifs.

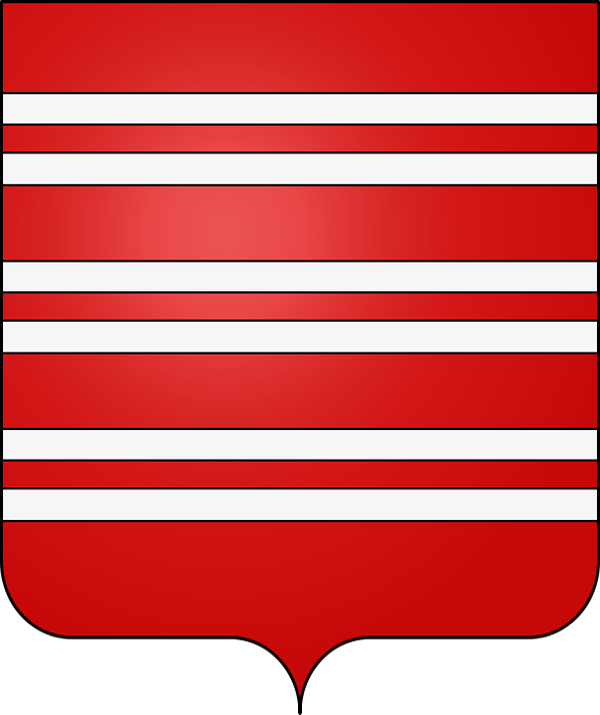
Les armes d'Averton figurant sur les vitraux.
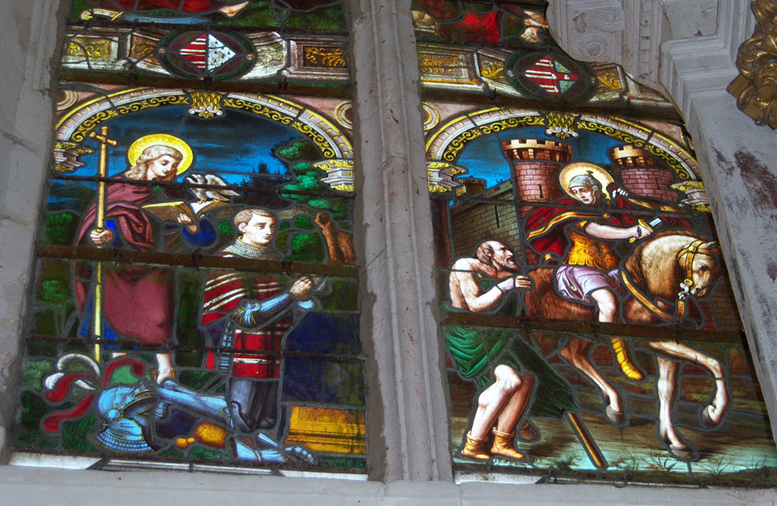
Vitraux.

### Cloches
Le clocher en charpente et ardoise surmontant la nef, datant vraisemblablement du XVe siècle, comporte deux cloches. La seconde place, longtemps vacante, a été à nouveau occupée au printemps 1977 à l’initiative de l’abbé Boulay. L’autre cloche a été bénite le 28 septembre 1902, due à la générosité des paroissiens. Elle eut pour parrain Adolphe Robin.
La cloche bénite en 1902, pesant 162 kg, remplaçait celle qui occupait le clocher depuis 1784 et qui portait cette inscription : « J’ai été bénite par Mre Jacques Julien Henry L’Aigneau de Langellerie, curé de cette paroisse, nommée Jacques Martine par Mre Jacques de Frémentel, chanoine de Saint-Martin de Tours, prévôt d’Angers, seigneur de cette paroisse et autres lieux, sous la gestion de Mre René Bodin, procureur de fabrique. Lejeune, fondeur ».